# Noorwegen op het Eurovisiesongfestival 2021
Noorwegen nam deel aan het Eurovisiesongfestival 2021 in Rotterdam, Nederland. Het was de 59ste deelname van het land aan het Eurovisiesongfestival. NRK was verantwoordelijk voor de Noorse bijdrage voor de editie van 2021.

## Selectieprocedure
Traditiegetrouw koos Noorwegen ook dit jaar zijn bijdrage voor het Eurovisiesongfestival via Melodi Grand Prix. Het format dat in 2020 werd geïntroduceerd werd grotendeels behouden. Er werden vijf voorrondes gehouden. In elke show namen vier artiesten het in paren van twee tegen elkaar op. De winnaar van elk duel streed vervolgens in het gouden duel om het ticket voor de grote finale. De vijftien artiesten die geen ticket wisten te bemachtigen in de voorrondes streden op 15 februari 2021 in een tweedekansronde om het laatste ticket.
Alle shows werden gehouden in de H3 Arena in Fornebu. In de finale namen de vijf winnaars van de regionale voorrondes en de winnaar van de tweedekansronde het op tegen zes door NRK geselecteerde artiesten. Van de twaalf finalisten kwalificeerden er vier zich voor de gouden finale. Daarin werden vervolgens twee artiesten geselecteerd voor het gouden duel. De eindoverwinning ging uiteindelijk naar TIX met Fallen angel.

## Melodi Grand Prix 2021

### Voorrondes
16 januari 2021
| Duel        | Artiest                 | Lied               |
| ----------- | ----------------------- | ------------------ |
| 1           | Beady Belle             | Playing with fire  |
| 1           | Stina Talling           | Elevate            |
|             |                         |                    |
| 2           | Jorn                    | Faith bloody faith |
| 2           | Blåsemafian feat. Hazel | Let loose          |
|             |                         |                    |
| Gouden duel | Stina Talling           | Elevate            |
| Gouden duel | Blåsemafian feat. Hazel | Let loose          |

23 januari 2021
| Duel        | Artiest       | Lied          |
| ----------- | ------------- | ------------- |
| 1           | Ketil Stokkan | My life is OK |
| 1           | Daniel Owen   | Psycho        |
|             |               |               |
| 2           | Maria Solheim | Nordlyset     |
| 2           | Raylee        | Hero          |
|             |               |               |
| Gouden duel | Daniel Owen   | Psycho        |
| Gouden duel | Raylee        | Hero          |

30 januari 2021
| Duel        | Artiest           | Lied         |
| ----------- | ----------------- | ------------ |
| 1           | Dinaye            | Own yourself |
| 1           | Big Daddy Karsten | Smile        |
|             |                   |              |
| 2           | Ole Hartz         | Vi er Norge  |
| 2           | Emmy              | Witch woods  |
|             |                   |              |
| Gouden duel | Big Daddy Karsten | Smile        |
| Gouden duel | Emmy              | Witch woods  |

6 februari 2021
| Duel        | Artiest                       | Lied            |
| ----------- | ----------------------------- | --------------- |
| 1           | Landeveiens Helter            | Alt det der     |
| 1           | Marianne Pentha & Mikkel Gaup | Pages           |
|             |                               |                 |
| 2           | Royane                        | Circus          |
| 2           | Kiim                          | My lonely voice |
|             |                               |                 |
| Gouden duel | Marianne Pentha & Mikkel Gaup | Pages           |
| Gouden duel | Kiim                          | My lonely voice |

13 februari 2021
| Duel        | Artiest | Lied                 |
| ----------- | ------- | -------------------- |
| 1           | TuVeia  | Bli med meg på gar'n |
| 1           | River   | Coming home          |
|             |         |                      |
| 2           | Ane.Fin | Walking in my sleep  |
| 2           | Imerika | I can't escape       |
|             |         |                      |
| Gouden duel | River   | Coming home          |
| Gouden duel | Imerika | I can't escape       |

### Tweedekansronde
15 februari 2021
| Volgorde | Artiest                       | Lied                 |
| -------- | ----------------------------- | -------------------- |
| 1        | Beady Belle                   | Playing with fire    |
| 2        | Jorn                          | Faith bloody faith   |
| 3        | Stina Talling                 | Elevate              |
| 4        | Ketil Stokkan                 | My life is OK        |
| 5        | Maria Solheim                 | Nordlyset            |
| 6        | Daniel Owen                   | Psycho               |
| 7        | Dinaye                        | Own yourself         |
| 8        | Ole Hartz                     | vvVi er Norge        |
| 9        | Big Daddy Karsten             | Smile                |
| 10       | Landeveiens Helter            | Alt det der          |
| 11       | Royane                        | Circus               |
| 12       | Marianne Pentha & Mikkel Gaup | Pages                |
| 13       | Ane.Fin                       | Walking in my sleep  |
| 14       | TuVeia                        | Bli med meg på gar'n |
| 15       | River                         | Coming home          |

### Finale
20 februari 2021
| Volgorde | Artiest                 | Lied               |
| -------- | ----------------------- | ------------------ |
| 1        | Atle Pettersen          | World on fire      |
| 2        | Raylee                  | Hero               |
| 3        | Stavangerkameratene     | Who I am           |
| 4        | Kiim                    | My lonely voice    |
| 5        | Blåsemafian feat. Hazel | Let loose          |
| 6        | Emmy                    | Witch woods        |
| 7        | TIX                     | Fallen angel       |
| 8        | Kaja Rode               | Feel again         |
| 9        | Rein Alexander          | Eyes wide open     |
| 10       | Imerika                 | I can't escape     |
| 11       | KEiiNO                  | Monument           |
| 12       | Jorn                    | Faith bloody faith |

Gouden finale
| Volgorde | Artiest     | Lied               |
| -------- | ----------- | ------------------ |
| 1        | Blåsemafian | Let loose          |
| 2        | TIX         | Fallen angel       |
| 3        | KEiiNO      | Monument           |
| 4        | Jorn        | Faith bloody faith |

Gouden duel
| Plaats | Artiest | Lied         | Stemmen |
| ------ | ------- | ------------ | ------- |
| 1      | TIX     | Fallen angel | 380.033 |
| 2      | KEiiNO  | Monument     | 281.043 |

## In Rotterdam
Noorwegen trad aan in de eerste halve finale, op dinsdag 18 mei 2021. TIX was als negende van zestien acts aan de beurt, net na Elena Tsagrinou uit Cyprus en gevolgd door Albina uit Kroatië. Noorwegen eindigde uiteindelijk op de tiende plek met 115 punten en wist zich zo ternauwernood te plaatsen voor de grote finale.
In de finale was TIX als 22ste van 26 acts aan de beurt, net na Efendi uit Azerbeidzjan en gevolgd door Jeangu Macrooy uit Nederland. Noorwegen eindigde uiteindelijk op de achttiende plek, met 75 punten.
Na afloop van het festival werd TIX uitgeroepen tot winnaar van de Barbara Dex Award, de prijs voor meest opvallend geklede artiest op het Eurovisiesongfestival. Het was voor het eerst in de geschiedenis dat deze prijs naar Noorwegen ging.